# Kennford
Kennford – wieś w Anglii, w hrabstwie Devon, w dystrykcie Teignbridge. Leży 7 km na południe od miasta Exeter i 257 km na zachód od Londynu.